# Emmesomyia socialis
Emmesomyia socialis är en tvåvingeart som först beskrevs av Stein 1898.  Emmesomyia socialis ingår i släktet Emmesomyia och familjen blomsterflugor. Inga underarter finns listade i Catalogue of Life.